# Любченко, Василий Сергеевич
Васи́лий Серге́евич Лю́бченко (род. 14 августа 1952, Горловка) — советский и российский философ, специалист в области философии науки, социальной философии, социологии. Доктор философских наук, профессор.

## Биография
В 1975 году окончил философский факультет РГУ и до сегодняшнего дня работает на кафедре философии НПИ. В 1999 г. защитил диссертацию на соискание учёное степени доктора философских наук. С 2001 г. является заведующим кафедрой философии НПИ. Является автором многочисленных статей и книг по философии.   